# ورزشگاه طحنون بن محمد
ورزشگاه طحنون بن محمد (انگلیسی: Tahnoun Bin Mohamed Stadium) ورزشگاهی در کشور امارات متحده عربی است.
این ورزشگاه در شهر العین قرار دارد و در سال ۱۹۸۷ میلادی ساخته شده‌است و ۱۵٬۰۰۰ نفر جمعیت دارد.